# Jan Grzebski
Jan Grzebski (ur. 1942, zm. 12 grudnia 2008) – polski robotnik pracujący na kolei, który zapadł w śpiączkę po zderzeniu z pociągiem w 1988 roku. Obudził się z niej dopiero 19 lat później w roku 2007.
Lekarze, nie spodziewając się poprawy, wypisali pacjenta do domu. Przez całe lata opiekowała się nim żona - Gertruda Grzebska, z którą miał czworo dzieci. Po przebudzeniu Jan Grzebski miał już 11 wnuków. Podczas wywiadu w kanale TVN24 powiedział: 

Kiedy zapadłem w śpiączkę w sklepach był tylko ocet i herbata, a mięso było reglamentowane... Teraz widzę na ulicy ludzi z telefonami komórkowymi, a w sklepach jest tak wiele towarów, że aż boli głowa

## Inne wyjaśnienia
Według neurochirurga Jana Talera, Jan Grzebski przez większość czasu mógł przebywać w stanie wegetatywnym, a jego śpiączka mogła trwać tylko parę miesięcy. Wojciech Hagner potwierdził obecność w mózgu Grzebskiego guza, który mógł być przyczyną jego stanu. Przyczyną odzyskania przez niego świadomości mogło być zmniejszenie się guza.